# Pila de bronce de la plaza de Zapallar
La pila de bronce de la plaza de Zapallar es una fuente localizada en la plaza de Zapallar, Región de Valparaíso, Chile. Fue encargada en 1682 para surtir de agua a la ciudad de Santiago, trasladada a Zapallar en 1953, y declarada monumento nacional de Chile, en la categoría de monumento histórico, mediante el Decreto Supremo n.º 542, del 9 de marzo de 1972.

## Historia
Fue encargada en bronce en 1682 para surtir de agua potable a Santiago por Alonso de Meléndez, un capitán especialista en la fundición de cañones, y ubicada en el monasterio de las religiosas de la Orden de Santa Clara, a un costado del cerro Santa Lucía.
Luego de la destrucción del monasterio para la construcción del edificio de la Biblioteca Nacional, el alcalde Miguel Erlwein donó la pila a la ciudad de Zapallar, y fue ubicada en la plaza en 1953.

## Descripción
Con una ornamentación de estilo grecorromano, la pila es de bronce fundido, de aproximadamente dos metros de altura, y con tres niveles con fuste central. En la sección inferior del fuste presenta textos que cuentan su historia y las de sus mandantes. Rodean al fuste dos tazas con cabezas de gárgolas.